# Улица Ленсовета

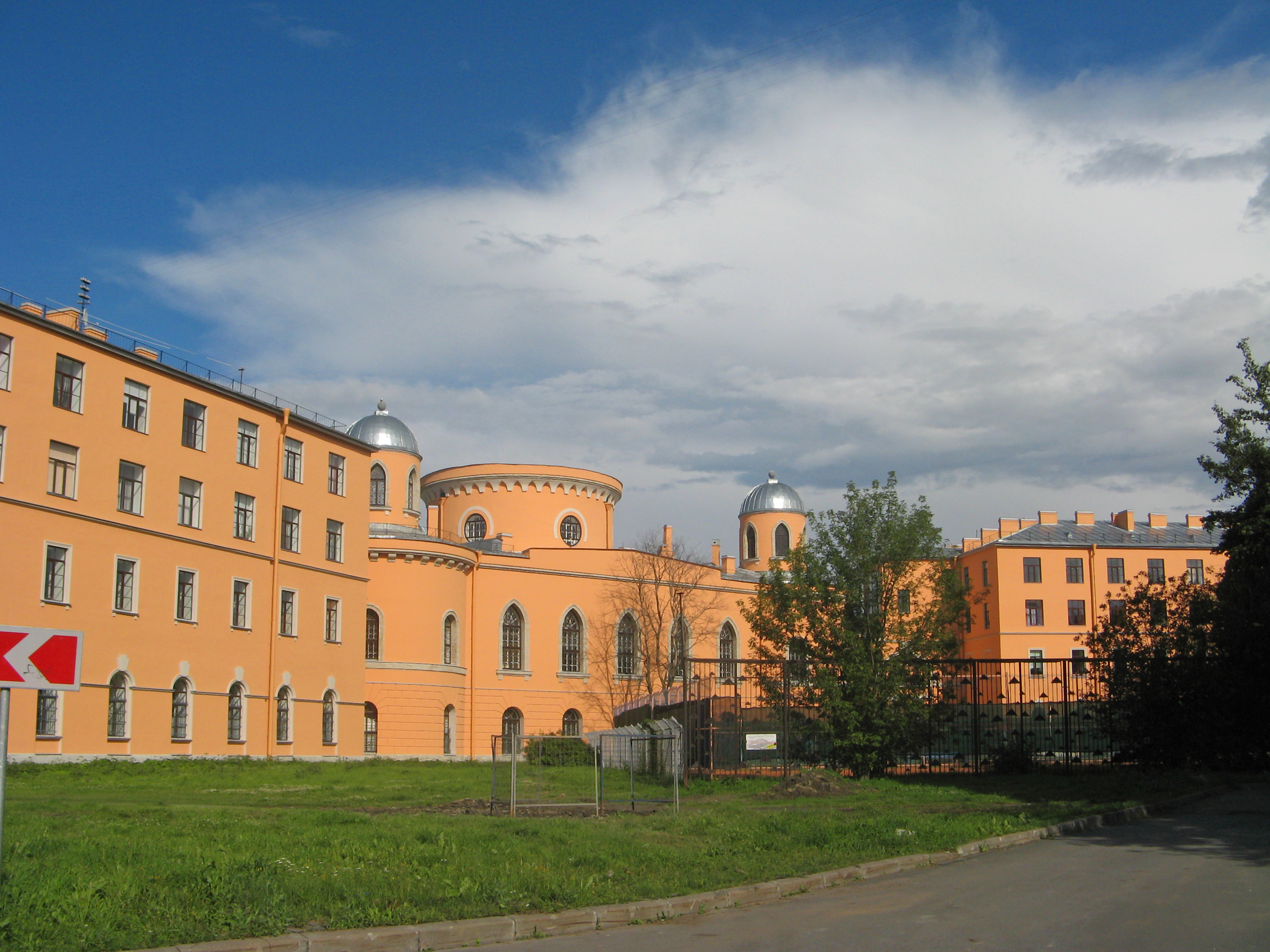
Чесменский дворец

Улица Ленсове́та — улица в Московском районе Санкт-Петербурга. Проходит от улицы Фрунзе на юг параллельно Московскому проспекту до улицы Орджоникидзе, после пересечения с которой поворачивает на юго-восток и идёт до Дунайского проспекта. Южнее перекрёстка с Дунайским проспектом улица опять заворачивает на юго-запад, пересекает Московское шоссе и уходит на территорию бывшего мясокомбината.

## История
Магистраль возникла в 1950-х годах и в проекте носила проектное название «1-я Параллельная улица». Современное название получила 20 декабря 1955 года, в честь Ленинградского городского Совета депутатов трудящихся, включив в себя застройку Мамонтовской улицы.

## Достопримечательности
- Чесменский дворец выходит на ул. Ленсовета и ул. Гастелло, 15 (адрес — только по Гастелло, 15)
- Дом 12 — Чесменская церковь святого Иоанна Предтечи.  781510354510006
- Дом 43 к. 2 — мемориальная доска воину-интернационалисту Михайлову О. А. на здании школы[4]
- Дом 68 — мемориальная доска воину-интернационалисту Харитонову А. И. на здании школы[5]
- Перекрёсток со Звёздной улицей — станция метро «Звёздная»
- бывший Мясокомбинат имени С. М. Кирова (АО «Самсон») на Московском шоссе, 13. 1931—1933, архитекторы Н. А. Троцкий, Р. Я. Зеликман, Б. П. Светлицкий.  памятник архитектуры (вновь выявленный объект)[6]

## Общественный транспорт
- Метро:  «Московская», «Звёздная»
- Автобус: № 16, 34, 36, 50, 59, 64, 116, 141, 179, 186, 190, 192, 231, 232, 241, 281, 286, 287, 299, 342.
- Трамвай: № 29.

В 1961 году на участок южнее Авиационной улицы по оси дороги были перенесены трамвайные пути с Московского проспекта и Московского шоссе. В 2007 году планировался их демонтаж, однако после завершения ремонта движение трамваев было возобновлено. 

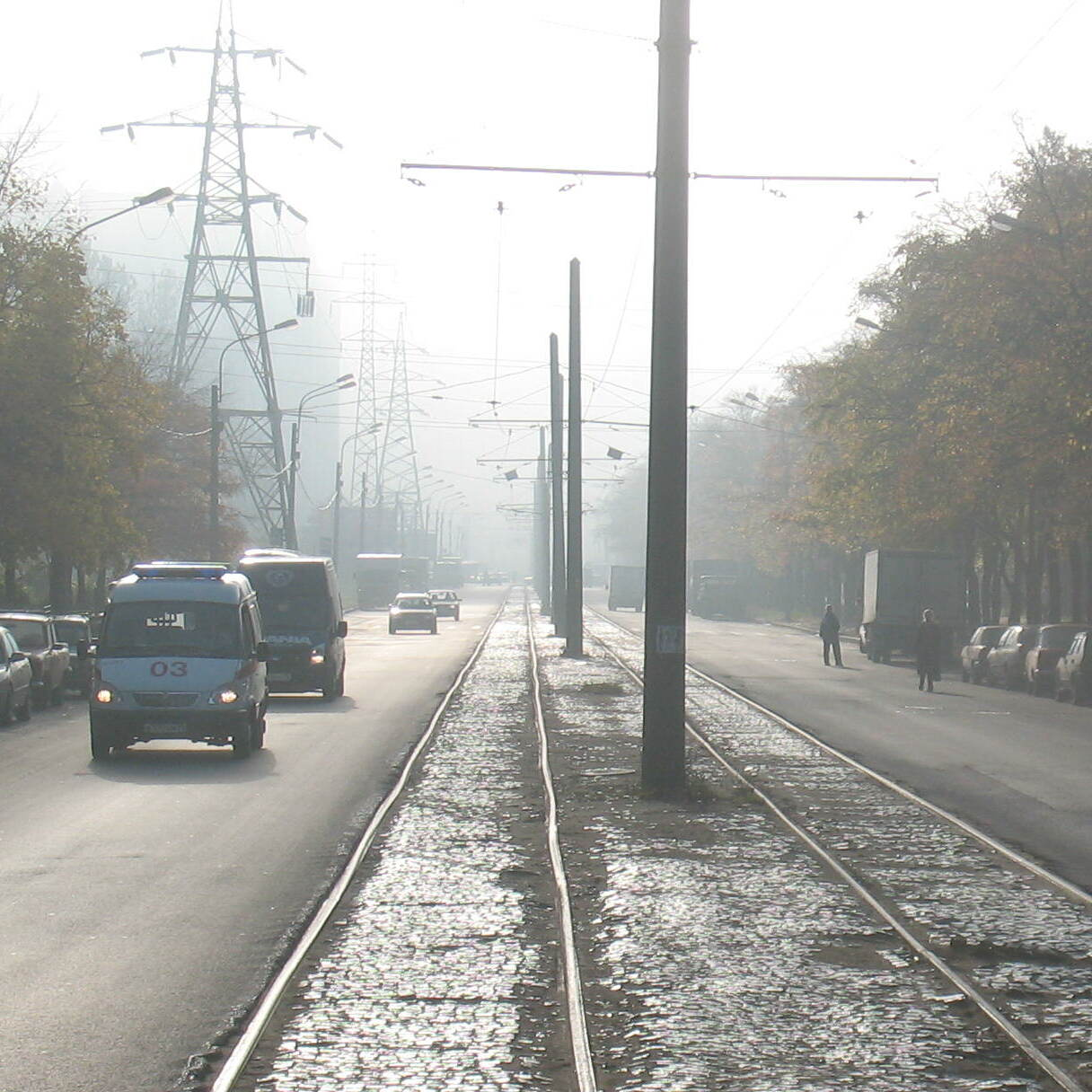
Трамвайные пути на улице Ленсовета (2007)

Существовали планы демонтажа трамвайной линии во время реконструкции улицы в 2010 году, что вызвало протест у горожан. В марте 2011 года прокладка новой теплосети на улице Ленсовета от ул. Типанова до ул. Орджоникидзе была закончена и 23 марта открыто движение трамвая.

## Пересечение с улицами, проспектами, площадями
- улица Фрунзе
- улица Гастелло
- Авиационная улица
- улица Типанова и Московская площадь
- Алтайская улица
- улица Орджоникидзе
- проспект Юрия Гагарина
- Звёздная улица
- Дунайский проспект и площадь Академика Пашина
- Московское шоссе